# El Campanario, Putla Villa de Guerrero
El Campanario är en ort i Mexiko.   Den ligger i kommunen Putla Villa de Guerrero och delstaten Oaxaca, i den sydöstra delen av landet, 300 km söder om huvudstaden Mexico City. El Campanario ligger 882 meter över havet och antalet invånare är 339.
Terrängen runt El Campanario är kuperad åt sydväst, men åt nordost är den bergig. Runt El Campanario är det ganska glesbefolkat, med 32 invånare per kvadratkilometer. Närmaste större samhälle är Putla Villa de Guerrero, 3,6 km väster om El Campanario. I omgivningarna runt El Campanario växer huvudsakligen savannskog.